# Никостратос Каломенопулос
Никостратос Каломенопулос или капитан Нидас (на гръцки: Νικόστρατος Καλομενόπουλος, Νίδας) е гръцки офицер и революционер, деец на Гръцката въоръжена пропаганда в Македония от началото на XX век.

## Биография
Роден е през 1865 година на остров Сирос, тогава в Османската империя или в Ретимно на Крит. В гръцката армия достига чин лейтенант от пехотата.
Влиза с чета във вътрешността на Македония през 1904 година с голяма чета от 105 души, като тогава негов четник е Петър Хаджитасев. Действа в района на Мариово през 1905 година и разполага със 115 души добре въоръжени четници. Негов заместник е Христос Цолакопулос (капитан Рембелос), подвойводи са Ламброс Вейкос, Андонис Ставрианопулос, Антониос Цитурас или Дурас, Дибрас и Люпос, както и четниците Пападимитриу, Венукас, Цимискакос, Апостолакис, Музакитис, Фармакис, Папасотириу, Цертеас, Хелидонис и Хрисостомос Хрисомалидис. На 17 април част от четата му се слива с тази на Рулас Кукулос, а самият той оставя четата и от 29 април ръководството поемат Дибрас и Льопос.
Участва в Първата световна война като военен командир на гръцката флота в Егейско море. Умира в Атина през 1952 година.
Автор е на книга с географска насоченост за остров Крит.